# 715

## أحداث
- تولي سليمان بن عبد الملك خلافة الدولة الأموية خلفا للوليد بن عبد الملك.

## مواليد
- سفيان الثوري
- عنان بن داود حاخام عراقي
- مارينا الراهبة

## وفيات
- سعيد بن المسيب
- صالح بن مسلم الباهلي
- قتيبة بن مسلم الباهلي
- الوليد بن عبد الملك الخليفة الأموي.
- الحضين بن المنذر
- عبد الله بن مسلم الباهلي